# Yevhén Petrushévich
Yevhén Omelyánovych Petrushévich (en ucraniano: Євген Омелянович Петрушевич), (Busk, Galitzia, 3 de junio de 1863-Berlín, 29 de agosto de 1940) fue un abogado y político ucraniano, presidente de la República Popular de Ucrania Occidental.

## Comienzo de su carrera política
Petrushévich estudió derecho y fue presidente de la fraternidad académica de la Universidad de Leópolis. Dirigió varios grupos asociativos locales. Miembro ejecutivo del Partido Democrático Nacional, Petrushévich fue elegido diputado del Parlamento austríaco desde 1907 hasta 1911 y de la Dieta de Galitzia de 1910 a 1913. Ejerció como vicepresidente de la delegación parlamentaria ucraniana en Viena desde 1910 hasta 1916 y fue vicepresidente de la Dieta de Galitzia desde 1910 hasta 1914.
Petrushévich rechazó cualquier acuerdo con el Gobierno austríaco y encabezó la lucha decidida en estas dos asambleas por garantizar los derechos de la población ucraniana. Desempeñó un papel destacado en 1913 en la aprobación de reformas electorales en la Dieta de Galitzia que permitieron a los ucranianos estar mejor representados. Después de convertirse en vicepresidente del Consejo General de Ucrania en 1915, renunció al considerar este último excesivamente ingenuo sobre las perspectivas que podía ofrecer el Gobierno austríaco.
A finales de 1916, se le eligió presidente de la representación parlamentaria ucraniana en el Parlamento austríaco y se le reconoció como el primer político ucraniano de su tiempo. Junto con otros dirigentes políticos, se propuso transformar Austria-Hungría en una federación nacional de estados, uno de los cuales habría sido ucraniano.

## Surgimiento de la República Popular
Mientras el Imperio austrohúngaro se derrumbaba, convocó una asamblea constituyente ucraniana en Leópolis para decidir el futuro de este territorio. En su primera sesión el 18 de octubre de 1918, la asamblea adoptó el nombre de Consejo Nacional Ucraniano y eligió a Petrushévich como presidente. A continuación, proclamó la independencia del Estado ucraniano. Petrushévich fue reelegido presidente del Consejo el 3 de enero de 1919 en Ivano-Frankivsk y demostró su notable capacidad para gobernar.
Después de la unión de la República Popular Ucraniana Occidental con la República Popular Ucraniana en enero de 1919, Petrushévich se convirtió en el sexto miembro del directorio que gobernaba esta.
El Consejo Nacional Ucraniano y la Secretaría del Estado de la República Popular Ucraniana Occidental, admitiendo que los reveses militares y políticos les impedían ejercer el gobierno, nombraron a Petrushévich dictador el 9 de junio de 1919 y le transfirieron así sus poderes. Durante su mandato como dictador, tuvo lugar una ofensiva en Chortkov y las fuerzas del Ejército ucraniano de Galitzia cruzaron el río Zbruch. A continuación, en conjunción con las de la República Popular Ucraniana, participaron en la recuperación de Kiev.
Las diferencias de opinión entre Simon Petliura y Petrushévich tanto en política interior como exterior se acentuaron durante su estancia en Kamianets-Podilski y finalmente condujeron a la ruptura política en noviembre de 1919. Petrushévich abandonó entonces Ucrania y continuó la lucha por la independencia de la ZUNR en el extranjero mediante la diplomacia.

## Exilio
El 25 de julio de 1920, formó un Gobierno en el exilio en Viena y abogó por el reconocimiento internacional de la República Popular Ucraniana Occidental. Después de haber obtenido ciertos apoyos, rechazó la propuesta polaca que hubiese proporcionado un cierto grado de autonomía a la región a cambio del reconocimiento de la soberanía polaca.
Su campaña se hundió en marzo de 1923, cuando la Conferencia de Embajadores reconoció Galitzia como parte del nuevo Estado polaco. Desde Berlín, Petrushévich buscó el apoyo soviético a sus aspiraciones, pero esta nueva táctica no dio fruto y perdió el apoyo del que había disfrutado anteriormente.